# Araiophos eastropas
Araiophos eastropas és una espècie de peix pertanyent a la família dels esternoptíquids.

## Hàbitat
És un peix marí, d'aigües fondes i batipelàgic.

## Distribució geogràfica
Es troba al Pacífic occidental central i el Pacífic sud-oriental (12° 48′ S, 118°53.5'W).

## Observacions
És inofensiu per als humans.